# 神明神社 (上尾市向山)
神明神社（しんめいじんじゃ）は、埼玉県上尾市の神社。

## 歴史
1698年（元禄11年）以降に創建された。1695年（元禄8年）に当地を所領としていた領主が悪政を敷いていたことから、村民は祈願所となっていた「金蔵院」経由で伊勢神宮に遥拝・祈願したところ、1698年（元禄11年）にその領主は改易処分となった。その神恩に感謝して、領主の旧陣屋の一角に天照大神を勧請した。これらの経緯により、金蔵院は当社の別当寺となったが、明治初期の神仏分離により、廃寺に追い込まれた。
1873年（明治6年）、近代社格制度に基づく「村社」に列せられた。

## 交通アクセス
- 上尾駅より徒歩22分。